# 伊利亚斯·帕希奇
伊利亚斯·帕希奇（羅馬化：Ilijas Pašić，1934年5月10日—2015年2月2日），黑山男子足球运动员，场上位置是中场。他曾代表南斯拉夫国家队参加1958年国际足联世界杯，结果队伍止步八强赛。